# Galindo y Perahuy (kommunhuvudort)
Galindo y Perahuy är en kommunhuvudort i Spanien. Den ligger i provinsen Provincia de Salamanca och regionen Kastilien och Leon, i den centrala delen av landet, 190 km väster om huvudstaden Madrid. Galindo y Perahuy ligger 796 meter över havet och antalet invånare är 537.
Terrängen runt Galindo y Perahuy är huvudsakligen platt. Galindo y Perahuy ligger nere i en dal. Runt Galindo y Perahuy är det glesbefolkat, med 8 invånare per kvadratkilometer. Närmaste större samhälle är Salamanca, 17,8 km öster om Galindo y Perahuy. Trakten runt Galindo y Perahuy består till största delen av jordbruksmark.